# Espártoco II
Espártoco II (en griego antiguo: Σπάρτοκος B', Spártokos II) fue un rey del Bósforo, que reinó aproximadamente desde el 349 al 344 a. C.

## Reinado
Espártoco II fue el hijo primogénito de Leucón I. Según Diodoro Sículo reinó cinco años  conjuntamente con su hermano Perisades I, quien gobernó solo al morir Espártoco sin heredero.
Los nombres de los dos reyes figuran en un texto epigráfico grabado en una estela de mármol con un relieve que representa Espártoco con Perisades en un trono,y su hermano Apolonio a su lado. La estela, datada en 346  a. C., unos dos años después de la muerte de Leucón I, fue descubierta en el Ática, en  El Pireo, con la fórmula introductoria «A Espártoco, Perisades y Aplolonio, hijos de Leucón».